# Gouvernorat de Qalqilya
Le gouvernorat de Qalqilya est un gouvernorat de la Palestine.

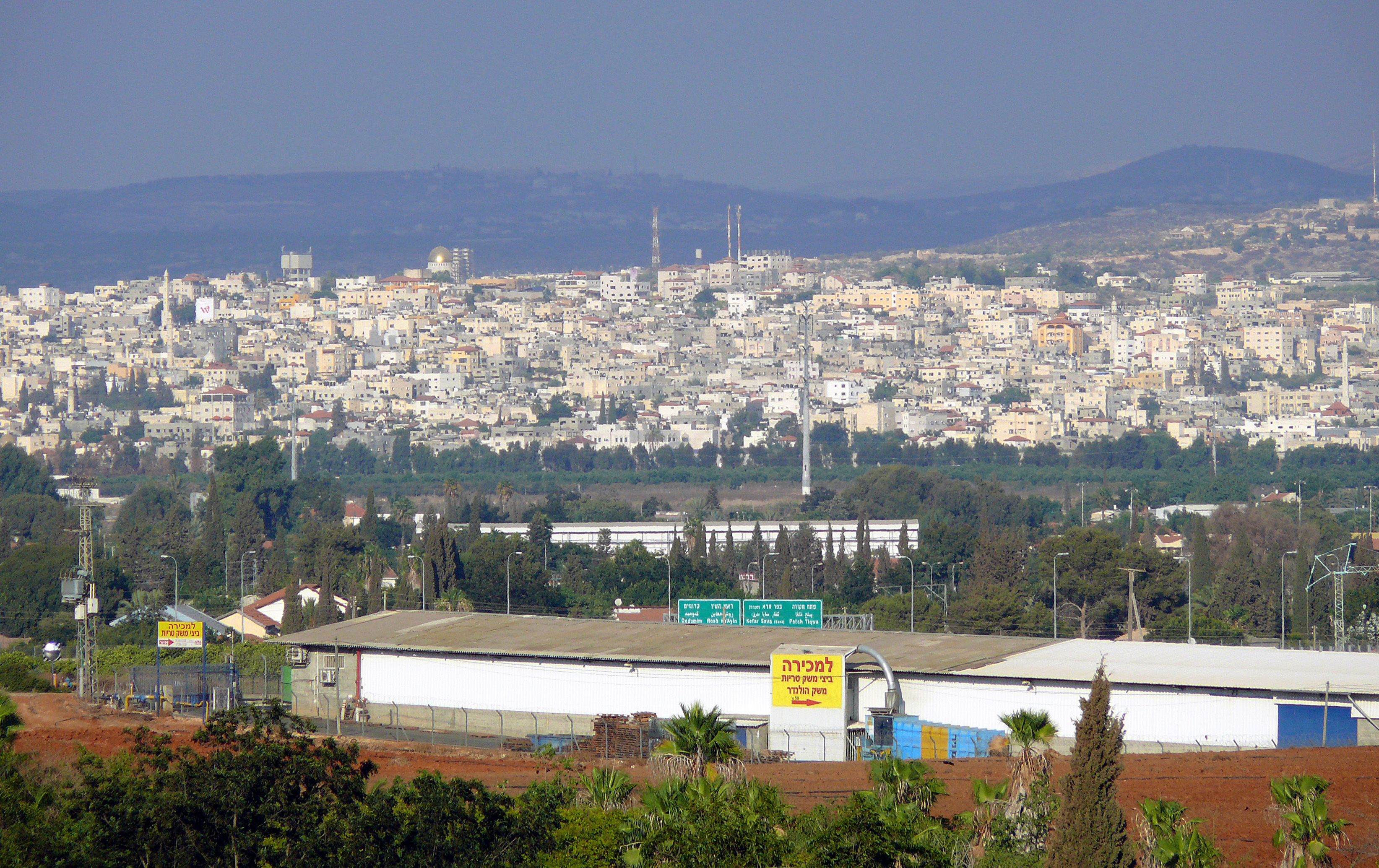
Vue de Qlaqilya depuis Hod HaSharon